# Messier 106
Messier 106 oder NGC 4258 ist eine Balken-Spiralgalaxie vom Hubble-Typ SBbc im Sternbild Canes Venatici. Sie ist schätzungsweise 23 Millionen Lichtjahre von der Milchstraße entfernt und hat einen Durchmesser von etwa 125.000 Lichtjahren.
Mit dieser Entfernung liegt die Galaxie in der Umgebung mehrerer Galaxiengruppen, als deren Mitglied die Galaxie je nach Autor gelistet wird, zum Beispiel die Ursa-Major-Gruppe, die Coma-Sculptor-Gruppe, die Canes-Venatici-I-Gruppe oder die Canes-Venatici-II-Gruppe.
Der Kern der Galaxie ist aktiv und als Radioquelle seit den 1950er Jahren bekannt. 1995 beschrieben R. Brent Tully et al., dass das Zentrum einen Jet ausstößt, der in Zusammenhang mit dem im selben Jahr entdeckten massiven zentralen Objekt dieser Galaxie stehen dürfte. Dieses  Zentralobjekt ist vermutlich ein Schwarzes Loch von knapp 40 Millionen Sonnenmassen. In seiner Umgebung beobachten Astrophysiker ein Emissionslinienspektrum, dem der Galaxienkern seine Klassifikation als LINER-Typ (Low Ionisation Nuclear Emission-line Region) verdankt.
Die beiden Spiralarme sind durch große Mengen an jungen, massereichen Sternen gekennzeichnet, die in einem bläulichen Licht leuchten. Die Galaxie durchläuft derzeit einen sogenannten »Starburst«, bei dem die Sternentstehungsrate stark erhöht ist.
Im April 2022 veröffentlichte eine Gruppe aus vier Amateurastronomen aus Europa und den U.S.A. ein Gemeinschaftsfoto, welches insgesamt 250 Stunden Belichtungszeit aufweist und dadurch eine für erdgebundene Fotografie extreme Detailauflösung und Tiefe erreicht.
Das Objekt wurde im Juli 1781 von Pierre Méchain entdeckt und 1947 von Helen Sawyer Hogg als M106 in den Messier-Katalog aufgenommen.

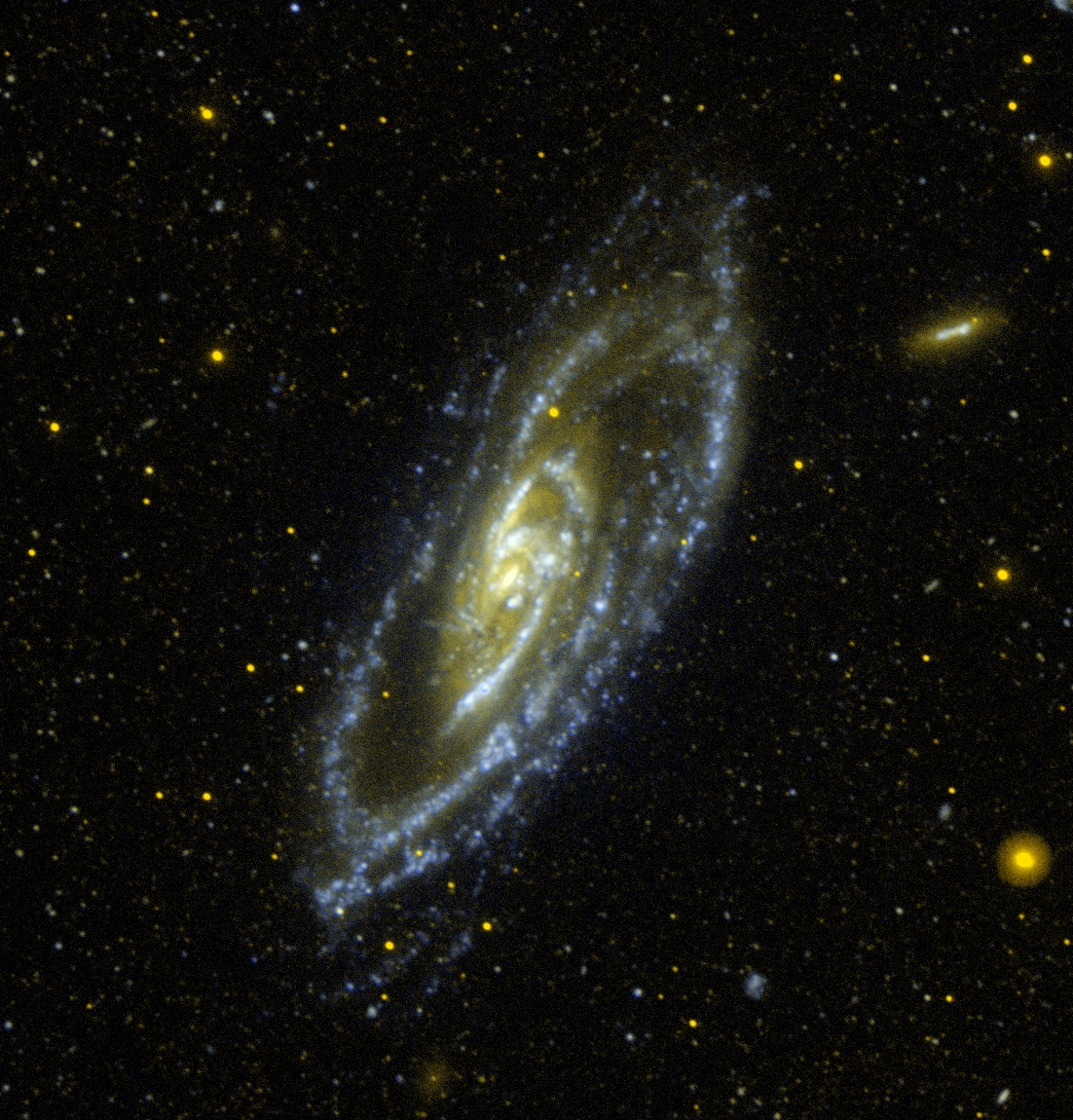
Ultraviolettaufnahme von M106 und – oben rechts davon, klein – NGC 4248, GALEX
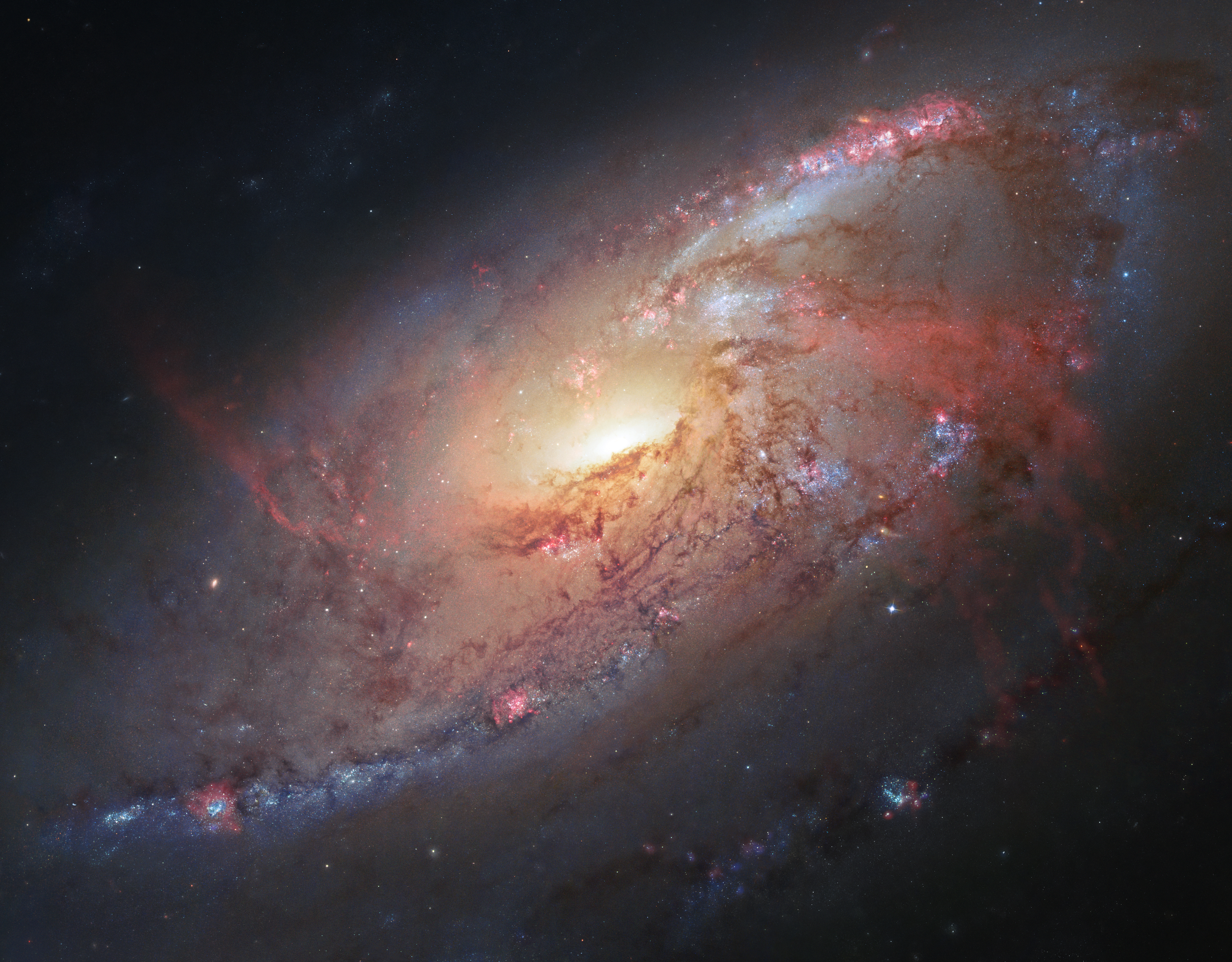
Detaillierte Aufnahme des Zentrums, Hubble-Weltraumteleskop
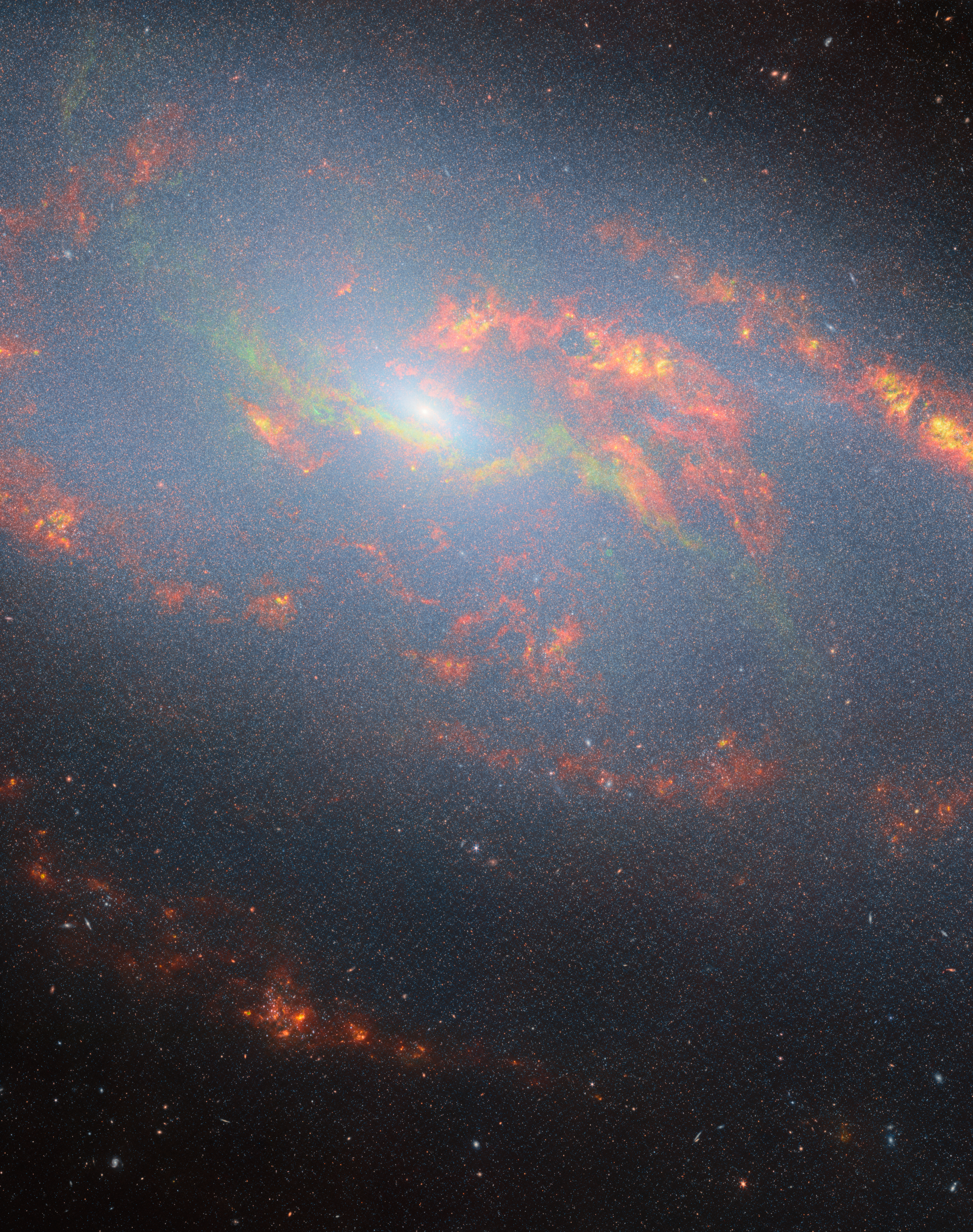
Infrarotaufnahme des zentralen Bereichs mithilfe des James-Webb-Weltraumteleskops
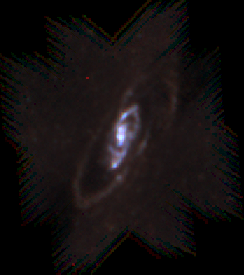
Aufnahme im fernen Infrarot durch das Herschel-Weltraumteleskop
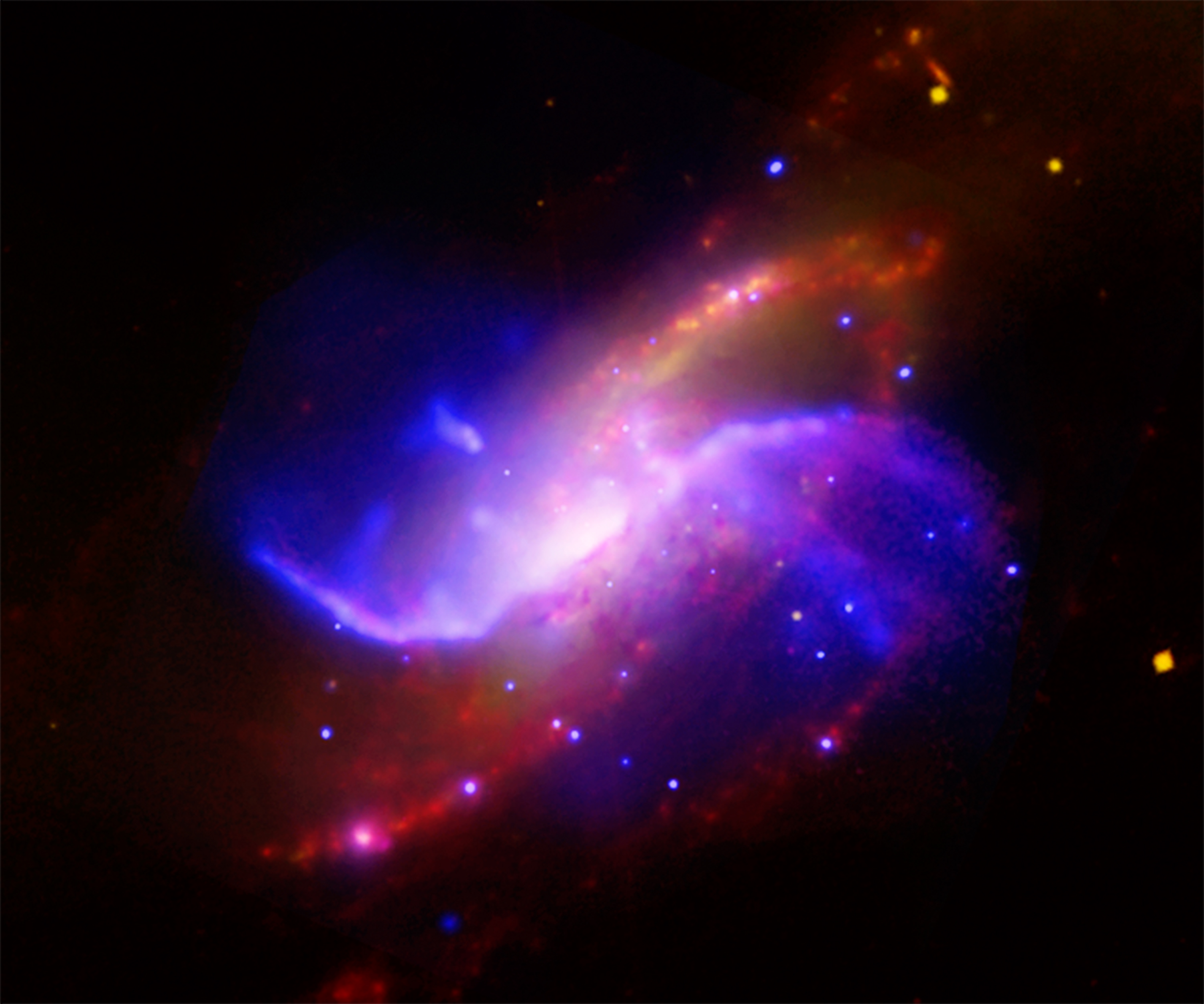
Überlagerung einer Photographie (gelb) mit Aufnahmen im Radio- (violet), IR- (rot) und Röntgenbereich (blau).